# Vallée fluviale
 (août 2024).
Si vous disposez d'ouvrages ou d'articles de référence ou si vous connaissez des sites web de qualité traitant du thème abordé ici, merci de compléter l'article en donnant les références utiles à sa vérifiabilité et en les liant à la section « Notes et références ».

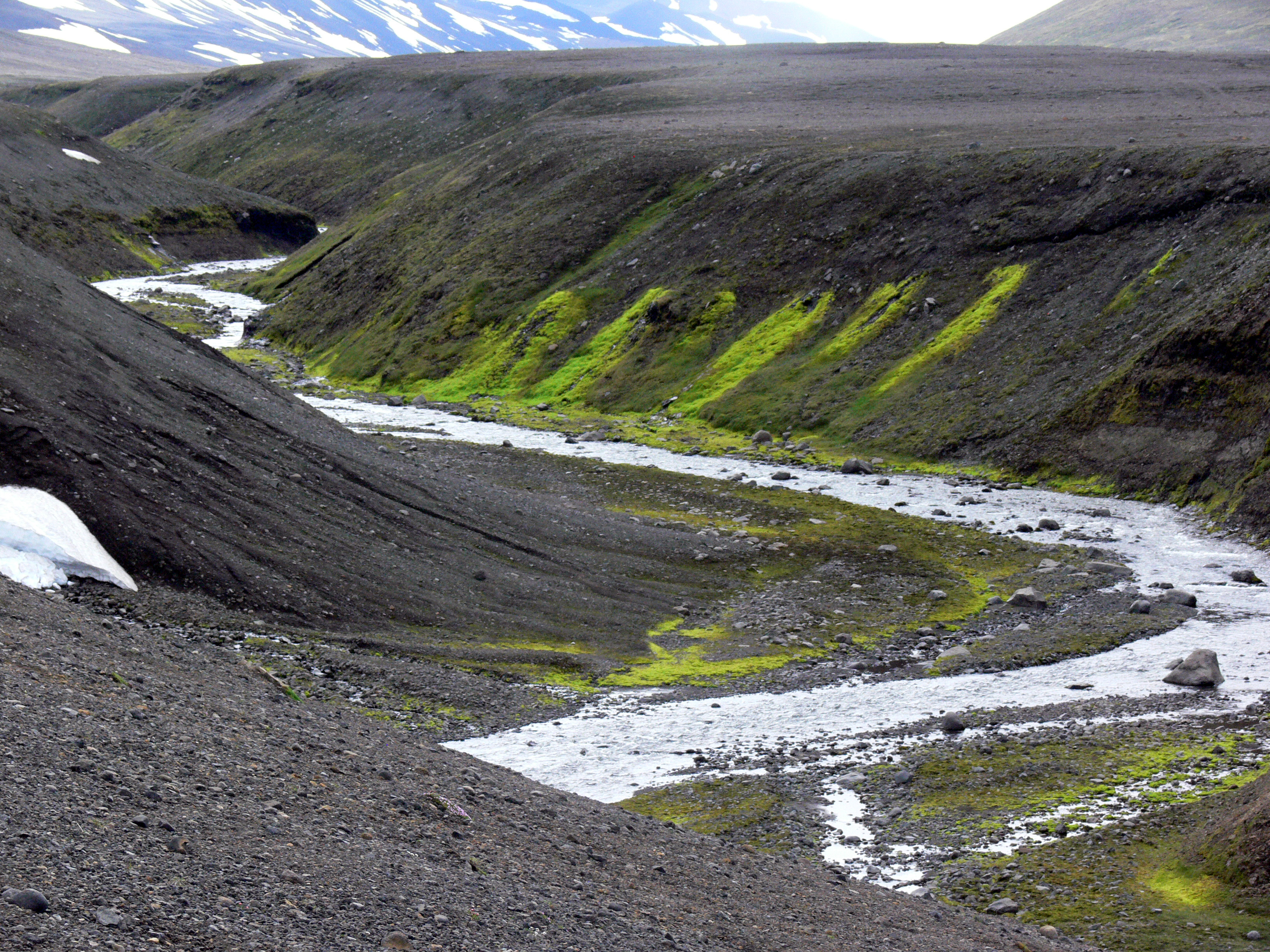
Une vallée fluviale en Islande.

Une vallée fluviale est une vallée creusée par le lit d’un cours d'eau au cours de son cheminement depuis sa source, qui peut être un glacier ou la jonction des eaux de ruissellement, jusqu’à son embouchure dans la mer ou sa confluence avec un autre cours d'eau plus important.
En fonction de la nature du terrain et surtout de la pente, la vallée prend plusieurs aspects géologique et plusieurs noms :
- Le canyon : Partie plus en amont, creusée en forme de gorge profonde par la vitesse du courant, dans de la roche dure.
- La vallée en « V » : Lorsque la pente diminue, les eaux ralentissent et prennent plus de largeur, creusant une gorge moins profonde et plus large en forme de « V ».
- La vallée alluviale : Appelée aussi plaine alluviale du fait que la pente est très faible et souvent sur un terrain très meuble formé d’alluvions. La rivière prend toutes ses aises, s’élargit en formant plusieurs bras et rejoint la mer.
- Ria ou aber : Les versants de la rivière sont très faibles et, dans les régions sujettes aux marées, la limite avec la mer n’est plus fixe.

## Phénomènes géologiques
Selon les lieux géographiques et les différentes natures de terrains :
- Vallée sèche ou morte : c’est une vallée qui a perdu ses eaux au profit d’une vallée voisine dont les rives sont plus basses (Val de l'Asne à Toul où les eaux de la vallée de la Moselle (rivière) ont été captées par la Meuse (fleuve)).
- Vallée aveugle : c’est une vallée qui a perdu ses eaux par infiltration dans le sol calcaire et qui est fermée en aval par une muraille.